# Ceromya occidentalis
Ceromya occidentalis là một loài ruồi trong họ Tachinidae.